# Quatre Balles pour Joë
Pour plus de détails, voir Fiche technique et Distribution.
Quatre Balles pour Joë (Cuatro balazos) est un western hispano-italien réalisé par Agustín Navarro (es) en 1964.

## Synopsis
Joë hésite entre deux femmes, Helena et Katy ; il est assassiné le jour où il déclare à Héléna qu'il la quitte pour l'autre. Katy est accusée du crime. Au moment de recevoir la sentence d'emprisonnement, elle s'enfuit du tribunal et se fait écraser par un équipage au galop. Tout le monde craint l'arrivée vengeresse de son frère, Frank Dalton. Le shérif Paul l'attend de pied ferme, et va découvrir que derrière sa réputation de tueur, celui-ci n'est pas si mauvais bougre... en tout cas pas coupable de tous les crimes qui s'ensuivent après la mort de Katy... qui est donc le mystérieux criminel ?

## Fiche technique
- Scénario : Fernando Galiana, Mario Guerra, José Mallorquí, Julio Porter, Vittorio Vighi
- Production : Fernando de Fuentes hijo pour C. Fénix Films & Cineproduzione Emo Bistolfi
- Musique : Manuel Parada
- Photographie : Ricardo Torres
- Durée : 76 min
- Pays :  Espagne /  Italie
- Langue originale : Espagnol
- Format d'image : Couleur
- Dates de sortie :
  - Mexique : 17 juillet 1964
  - Italie : 21 août 1964
  - France : 14 avril 1965[1]

## Distribution
- Paul Piaget : Frank Dalton
- Fernando Casanova (sous le pseudo de Fred Canow) : Shérif Paul
- Liz Poitel, alors Liz Puter : Katy
- Barbara Nelli ou Barbara Nelly : Margaret
- Francisco Morán : John
- Fernando Montes : Albert
- Britt Ekland

## Autour du film
Bien que le film soit un western de par son cadre, le scénario épouse le genre de la fiction policière à énigmes.